# Epitheloidzelle
Als Epitheloidzellen werden Zellen mesenchymalen Ursprungs bezeichnet, deren Aussehen dem von Epithelzellen ähnelt. Sie weisen untereinander eine enge Verzahnung ihrer Zellmembranen auf. Epitheloidzellen im eigentlichen Sinne sind Abkömmlinge des mononukleären Phagozytose-Systems. Unter dem Einfluss von T-Helferzellen entwickeln sie sich durch Differenzierung aus Makrophagen beziehungsweise Histiozyten.
Die Zellen sind 20–40 µm groß, der Zellkern ist schuhsohlenförmig und euchromatisch und das Cytoplasma ist blass und unscharf begrenzt. Epitheloidzellen sezernieren diverse Enzyme, können aber nur wenig phagozytieren. Bei granulomatösen Entzündungen wie der Sarkoidose, oder auch Tuberkulose treten sie als wichtiger Zelltyp in den Granulomen auf. Dabei umschließen die Epitheloidzellen das Zentrum des Granuloms, sodass Erreger oder Noxen vom gesunden Gewebe abgegrenzt werden (Wallbildung). Enzyme und toxische Stoffwechselprodukte der Erreger werden so weitgehend lokal gehalten.